# Polyconoceras chunchonus
Polyconoceras chunchonus är en mångfotingart som beskrevs av Chamberlin 1941. Polyconoceras chunchonus ingår i släktet Polyconoceras och familjen Rhinocricidae. Inga underarter finns listade i Catalogue of Life.